# Scutellaria oaxacana
Scutellaria oaxacana là một loài thực vật có hoa trong họ Hoa môi. Loài này được Greenm. miêu tả khoa học đầu tiên năm 1912.